# Servicios de Google para móviles
Servicios de Google para móviles o servicios móviles de Google (en inglés Google mobile services, GMS) es un conjunto de aplicaciones de Google que suelen venir precargadas o preinstaladas en los dispositivos telefónicos móviles Android.
Los servicios de Google para móviles no forman parte del proyecto de código abierto de Android (AOSP), lo que significa que todos los fabricante de Android necesita obtener una licencia de Google para poder preinstalar legalmente las aplicaciones en un dispositivo Android.

## Aplicaciones preinstaladas
- Buscador de Google: es la aplicación principal de Google. Proporciona a los usuarios de Android la funcionalidad de búsqueda para encontrar lo que necesitan en la web y en sus dispositivos Android.
- Google Chrome: es un navegador web. Permite a los usuarios navegar por la web.[1]
- YouTube
- Google Play
- Google Drive
- Gmail
- Google Meet (Google Duo)
- Google Maps
- Google Fotos
- Google TV (Play Películas)
- YouTube Music

## Recepción, competidores y reguladores

### Denuncias del grupo de empresas FairSearch
Numerosas empresas europeas presentaron una denuncia ante la Comisión Europea en la que afirmaban que Google obligaba, mediante su dominio en el mercado, a utilizar sus servicios por todos los fabricantes de teléfonos sin permitir la instalación de otras aplicaciones ya que impedía que las aplicaciones de GMS preinstaladas fueran desinstaladas y fácilmente sustituidas.
Las empresas se unieron bajo el nombre de FairSearch, y las principales empresas incluidas fueron Microsoft, Expedia, TripAdvisor, Nokia y Oracle.
El mayor problema que manifestaba FairSearch con las prácticas de Google era que creían que Google estaba forzando a los fabricantes de teléfonos a usar sus servicios móviles. Afirmaban que Google lo había conseguido pidiendo a estos fabricantes que firmaran un contrato en el que se estipulaba que debían preinstalar servicios móviles específicos de Google, como Google Maps, Search y YouTube, para poder obtener la última versión de Android.
Google respondió rápidamente afirmando que "continúan trabajando en cooperación con la Comisión Europea".

Icono de Android

### Bloqueo de desarrolladores - Aptoide
Aptoide, una tienda de aplicaciones Android (tercer desarrollador) también presentó una queja de competencia en la Unión Europea contra Google, afirmando que estaban haciendo un uso monopolístico de su posición de dominio en el mercado.
Aptoide alegó que Google estaba bloqueando las tiendas de aplicaciones de terceros para que no estuvieran en Google Play, así como bloqueando a Google Chrome para que no descargara ninguna aplicación o tienda de aplicaciones de terceros.

### Denuncias por las políticas de privacidad en Europa
Al mismo tiempo, Google se enfrentó a problemas con varias agencias europeas por las políticas de privacidad de la información y protección de datos a las que obligaba Google incumpliendo las normativas europeas, sobre todo en el Reino Unido y Francia. El problema que enfrentaron fue que tenían un conjunto de 60 reglas fusionadas en una sola, que permitían a Google rastrear a los usuarios y acumular información que legalmente estaba prohibida. Google once again came out and stated that their new policies still abide by EU laws.

### Amenazas comerciales y bloqueo de Google a Huawei
En 2019 Google anunció que dejaría de dar soporte (actualizaciones) a los móviles de la firma china Huawei por las políticas comerciales de Donald Trump. Google suspendió aquellos negocios con Huawei que supusieran transferencia de productos de hardware y software, excepto los cubiertos por licencias de código abierto. Otros fabricantes de procesadores anunciado que dejarán de vender sus productos a Huawei (Intel, Qualcomm, Broadcom, Micron Technology y Western Digital). El Gobierno de Donald Trump incluyó a la empresa china en una lista negra comercial. Este boicot tecnológico obligaría a Huawei a crear su propio servicios de aplicacione móviles así como buscar suministros de hardware nuevos. Los bloqueos no han llegado a materialirarse en toda su amplitud pero han obligado a Huawei a plantearse la necesidad de lograr una independencia tecnológica de software y hardware al margen de los productores estadounidenses. La respuesta de Huawei ha sido la creación de los Servicios de Huawei para móviles (Huawei Mobile Services) (HMS).